# Jaguaruna
Jaguaruna là một đô thị thuộc bang Santa Catarina, Brasil. Đô thị này có diện tích 329 km², dân số năm 2007 là 15668 người, mật độ 47,6 người/km².